# Der Einäugige (Film)
Der Einäugige (Originaltitel: Black Patch) ist ein US-amerikanischer Spielfilm von Allen H. Miner aus dem Jahr 1957. Das Drehbuch stammt von Leo Gordon, der auch in einer Nebenrolle zu sehen ist. Der Einäugige war der erste Spielfilm, für den Jerry Goldsmith eine Filmmusik komponiert hat.

## Handlung
In der Kleinstadt Santa Rita in New Mexico trifft der örtliche Marschall Clay Morgan auf seinen alten Freund Hank Danner und dessen Ehefrau Helen Danner. Es stellt sich heraus, dass Danner ein gesuchter Bankräuber ist, der seiner Frau ein gutes Leben bieten will. Der kriminelle Saloonbesitzer Frenchy De Vere stellt Danner eine Falle, um an das erbeutete Geld zu gelangen. Danner wird getötet, Marschall Morgan kann das Geld jedoch verstecken und De Vere schließlich überführen.

## Kritiken
„Der Einäugige ist ein dunkler Western, der nicht zwangsläufig einer hätte sein müssen, sondern auch als in der Gegenwart angesiedelter Film Noir hätte gedreht werden können. Die Hälfte der Szenen spielt sich nachts ab, Kameramann Edward Colman sorgt mit kontraststarken Bildern aus verschiedensten Perspektiven fürs Film-Noir-Flair und Marshall Clay Morgan trudelt immer tiefer in eine Position, wo er gegenüber den Bürgern und den Gangstern Santa Ritas nur mehr im Abseits steht.“

„Schematischer Western.“